# Irueste
Irueste – gmina w Hiszpanii, w prowincji Guadalajara, w Kastylii-La Mancha, o powierzchni 14,25 km². W 2011 roku gmina liczyła 63 mieszkańców.